# Långstjärt
Långstjärt (Macrourus berglax) är en djuphavsfisk i familjen skolästfiskar, som finns strax utanför Nordatlantens västra och östra kuster.  

## Utseende
Som alla skolästfiskar har långstjärten ett stort huvud och en bakåt avsmalnande kropp, som slutar i en lång, smal, svansliknande stjärt. Fjällen är små och påtagligt grova. Analfenan och bakre ryggfenan är mycket långa, och den senare är inte lika låg som hos många andra skolästfiskar. Ögonen är mycket stora. Munnen går att stjälpa ut till ett rör
. Kroppen är grå, mörkare upptill och på fenorna. Analfenan är svartkantad. Fisken blir som mest 110 cm lång.

## Vanor
Långstjärten är en djuphavsfisk, som uppehåller sig nära botten på vanligtvis 300 till 500 meters djup, men kan gå ner till 2 700 meter. Den föredrar arktiska vatten med en temperatur på 1 till 4C. Arten lever främst av märlkräftor, men tar också havsborstmaskar och frisimmande kräftdjur, samt i mindre grad musslor, gråsuggor, tagghudingar och kammaneter. Högsta konstaterade ålder är 25 år.
Arten leker under sommaren då honan kan lägga upp till 15 000 ägg.

## Utbredning
Fisken finns längs nordvästra atlantkusten från farvattnen utanför Massachusetts till Labrador,  längs västra och östra Grönlands kuster till Island och vidare via Färöarna till norska kusten, Spetsbergen och Barents hav.